# 595
595 (DXCV) je bilo navadno leto, ki se je po julijanskem koledarju začelo na soboto.

## Dogodki
- Alpski Slovani s pomočjo Obrov premagajo Bavarce.
- islamski prerok Mohamed se poroči z bogato vdovo in trgovko Hadidžo.

## Smrti
- Hildebert II., kralj Avstrazije in Burgundije (* 570)